# Canton de Crépy
Le canton de Crépy est une ancienne division administrative française, située dans le district de Laon du département de l'Aisne. Son chef-lieu était la commune de Crépy et le canton comptait 13 communes au moment de sa création.

## Histoire
Le canton est créé le 18 février 1790 sous la Révolution française,. 
Le canton a compté treize communes avec Crépy pour chef-lieu au moment de sa création : Assis-sur-Serre, Aulnois, Aumencourt, Besny, Bucy-lès-Cerny, Cerny-lès-Bucy, Cessières, Couvron, Crépy, Loizy, Molinchart, Remies et Vivaise.
Entre 1791 et 1794, les communes de Besny et Loizy se regroupent et la nouvelle entité prend le nom de Besny-et-Loizy. Par arrêté du directoire du département du 21 octobre 1791, Couvron et Aumencourt fusionnent et forment la nouvelle commune de Couvron-et-Aumencourt. Le nombre de communes passe de treize à onze communes.
Le canton disparaît le 25 septembre 1801 (3 vendémiaire, an X) sous le Consulat ; Assis-sur-Serre, Couvron-et-Aumencourt et Remies sont rattachées au canton de Crécy-sur-Serre. La commune de Cessières rejoint le canton d'Anizy-le-Château. Aulnois, Besny-et-Loizy, Crépy, Molinchart et Vivaise sont reversées dans le canton de Laon.

## Composition
Le canton est composé de 11 communes au moment de sa suppression en 1801. 
Le tableau suivant en donne la liste, en précisant leur nom, leur population en 1793, puis en 1800, leur cantons de rattachement de l'An X, et leur appartenance aux cantons actuels.
| Communes              | Population (1793) | Population (1800) | Canton de l'an X | Canton actuel |
| --------------------- | ----------------- | ----------------- | ---------------- | ------------- |
| Assis-sur-Serre       | 359               | 399               | Crécy-sur-Serre  | Marle         |
| Aulnois,              | 194               | 198               | Laon             | Laon-1        |
| Besny-et-Loizy        | 106               | 187               | Laon             | Laon-1        |
| Bucy-lès-Cerny        | 150               | 187               | Laon             | Laon-1        |
| Cerny-lès-Bucy        | 108               | 96                | Laon             | Laon-1        |
| Cessières             | 509               | 537               | Anizy-le-Château | Laon-1        |
| Couvron-et-Aumencourt | 636               | 646               | Crécy-sur-Serre  | Marle         |
| Crépy                 | 1 146             | 1 339             | Laon             | Laon-1        |
| Molinchart            | 234               | 242               | Laon             | Laon-1        |
| Remies                | 384               | 483               | Crécy-sur-Serre  | Marle         |
| Vivaise               | 140               | 179               | Laon             | Laon-1        |

## Évolution démographique
| 1793  | 1800  |
| ----- | ----- |
| 3 966 | 4 493 |

Histogramme

(élaboration graphique par Wikipédia)